# Brignac-la-Plaine
Brignac-la-Plaine – miejscowość i gmina we Francji, w regionie Nowa Akwitania, w departamencie Corrèze.
Według danych na rok 1990 gminę zamieszkiwało 817 osób, a gęstość zaludnienia wynosiła 44 osoby/km² (wśród 747 gmin Limousin Brignac-la-Plaine plasuje się na 158. miejscu pod względem liczby ludności, natomiast pod względem powierzchni na miejscu 373.).

## Populacja

Populacja Brignac-la-Plaine w latach 1962–2008